# Setvena bradleyi
Setvena bradleyi is een steenvlieg uit de familie Perlodidae. De wetenschappelijke naam van de soort is voor het eerst geldig gepubliceerd in 1917 door Smith.